# Mella (Arzúa)
Mella (llamada oficialmente San Pedro da Mella) es una parroquia española del municipio de Arzúa, en la provincia de La Coruña, Galicia.

## Otras denominaciones
La parroquia también es conocida por el nombre de San Pedro de Mella.

## Entidades de población
Entidades de población que forman parte de la parroquia:
- Casanova (A Casanova)
- Gosteres
- Iglesia (A Igrexa)
- Pazos
- Pedral (O Pedral)
- Portela (A Portela)
- Requeixo
- Torneiros

## Demografía
| Gráfica de evolución demográfica de Mella entre 2000 y 2018 |
|                                                             |
| Datos según el nomenclátor publicado por el INE.            |